# Magoar
Magoar település Franciaországban, Côtes-d’Armor megyében. Lakosainak száma 75 fő (2022. január 1.). Magoar Bourbriac, Kerien, Kerpert, Lanrivain és Plésidy községekkel határos.

## Népesség
A település népességének változása:
| Lakosok száma | 220  | 155  | 114  | 90   | 90   | 87   | 86   | 89   | 84   | 75   |
|               | 1968 | 1982 | 1990 | 2006 | 2013 | 2015 | 2017 | 2019 | 2020 | 2022 |